# Ana Arnautu
Ana Arnautu (n. 1998) este o fotbalistă din Republica Moldova care joacă pe post de fundaș. A făcut parte din naționala de fotbal feminin a Republicii Moldova.

## Carieră
Arnautu a fost selecționată în echipa națională a Republicii Moldova, jucând în faza de calificări a Campionatului Mondial de Fotbal Feminin 2019.
În aprilie 2020, juca la FC Universitatea Galați.